# J. Carrol Naish
Joseph Patrick Carrol Naish (ur. 21 stycznia 1897 w Nowym Jorku, zm. 24 stycznia 1973 w San Diego) – amerykański aktor filmowy, teatralny i telewizyjny. Dwukrotnie nominowany do Oscara za drugoplanowe role w filmach Sahara (1943) i A Medal for Benny (1945).

## Wybrana filmografia
- 1932: Blues wielkiego miasta jako przemytnik alkoholu (niewymieniony w czołówce)
- 1935: Bengali jako wielki wezyr
- 1935: Wyprawy krzyżowe jako handlarz niewolników (niewymieniony w czołówce)
- 1935: Kapitan Blood jako Cahusac
- 1936: Szarża lekkiej brygady jako Subahdar-Major Puran Singh
- 1937: Daughter of Shanghai jako Frank Barden
- 1939: Braterstwo krwi jako Rasinoff
- 1941: Krew na piasku jako Garabato
- 1941: Birth of the Blues jako Blackie
- 1942: Historia jednego fraka jako Costello
- 1943: Batman jako doktor Daka
- 1943: Za wschodzącym słońcem jako Reo Seki
- 1943: Sahara jako Giuseppe
- 1943: Calling Dr. Death jako inspector Gregg
- 1944: Jungle Woman jako doktor Fletcher
- 1944: Dom Frankensteina jako Daniel
- 1945: Strange Confession jako Roger Graham
- 1948: Joanna d’Arc jako Jan II Luksemburski
- 1950: Rekord Annie jako Pułkownik William F. Cody (Buffalo Bill)
- 1950: Rio Grande jako Philip Sheridan
- 1951: Missouri jako Lustro (wódz Nez Percé)
- 1955: Cała naprzód jako pan Peroni
- 1971: Dracula kontra Frankenstein jako doktor Frankenstein